# وورلی دول
وورلی دول (به بلغاری: Vurli dol) یک منطقهٔ مسکونی در بلغارستان است که در شهرستان کیرکوفو واقع شده‌است.